# Paraliparis tompkinsae
Paraliparis tompkinsae är en fiskart som beskrevs av Anatoly Petrovich Andriashev 1992. Paraliparis tompkinsae ingår i släktet Paraliparis och familjen Liparidae. IUCN kategoriserar arten globalt som otillräckligt studerad. Inga underarter finns listade i Catalogue of Life.